# Улрих I фон Абенсберг
Улрих I фон Абенсберг (на немски: Ulrich I von Abensberg; † 1299/сл. 1300) е благородник от баварската графска фамилия Абенсберги, господар на Абенсберг и на Щайн, и фогт на манастир Рор.

## Произход и наследство
Той е син на Алтман II фон Абенсберг († сл. 1241) и съпругата му фон Щайн († сл. 1225), дъщеря на Хайнрих II/III фон Щайн († сл. 1230), фогт на манастир Бибург, и Хедвиг. Внук е на Вернер фон Абенсберг († сл. 1219), правнук на граф Алтман I фон Абенсберг († 1186/1189) и графиня Риценца фон Ронинг († 3 май). Праправнук е на Гебхард I фон Хутенберг († сл. 1147) и София фон Менгкофен († 1169). Роднина е на Конрад I фон Абенберг, архиепископ на Залцбург (1106 – 1147). Брат е на Ото фон Абенсберг и фон Щайн († 1285), фогт на Шамхауптен, женен за фон Моозбург, и на Алтман IV фон Щайн, домхер в Регенсбург.
Баща му Алтман II фон Абенсберг, както и дядо му Вернер фон Абенсберг, и синовете му нямат право да носят титлата граф. Когато братът на майка му Улрих фон Щайн умира през 1232 г. баща му Алтман II получава неговите собствености и построява замък Алтманщайн. Селището Алтманщайн получава неговото име. Синът му Улрих II продава замъка през 1291 г. на херцог Лудвиг II Строги Баварски. През 1374 г. замъкът отново принадлежи на Абенсбергите.

## Фамилия
Улрих I фон Абенсберг се жени за Агнес фон Леонберг († сл. 1291), дъщеря на граф Вернхард II фон Леонберг († 1283/1284) и Елизабет фон Шаунберг († сл. 1258). Те имат децата:
- Улрих II фон Абенсберг († сл. 1310), господар на Абенсберг, женен за София фон Герцен († 1308)
- Вернхард фон Абенсберг († 1338), женен за Елизабет фон Фраунберг
- Агнес фон Абенсберг († 1307), омъжена пр. 14 юни 1294 г. за Хадмар II фон Лабер († сл. 27 март 1324)